# 봉무토성
봉무토성(鳳舞土城)은 대한민국 대구광역시 동구 봉무동에 있는 삼국시대의 봉무토성이다. 1988년 5월 30일 대구광역시의 기념물 제4호로 지정되었다.

## 개요
토성이 있는 곳의 서남쪽은 금호강에 접한 높은 절벽이며, 동북쪽의 일부만 제외하고는 전면에 가파른 경사가 형성되어 있다.
토성의 둘레는 약 350m 정도인데, 성벽의 높이와 너비가 소규모여서 군사적인 목적보다는 도피용 산성으로 판단된다. 토성의 남동쪽으로 약1km 떨어진 낮은 구릉에는 봉무동 무덤들과 불로동 무덤들이 있고, 금호강을 사이에 두고 검단동 토성과도 연결되고 있다. 이를 통해 볼 때 이곳에는 팔공산과 금호강을 배경으로 하는 대규모의 집단이 형성되어 있었고, 이들 세력이 봉무토성을 축조하였을 것으로 생각된다.
성내에서 발견된 토기 조각들로 볼 때 3∼4세기경인 삼국시대의 토성으로 보인다.

## 참고 자료
- 봉무토성 - 국가유산청 국가유산포털